# Hantî-Mansiisk
Hantî-Mansiisk (ru. Ханты-Мансийск) este un oraș din districtul autonom Hantî-Mansi, Federația Rusă și are o populație de 53.953 locuitori.

## Geografie

### Climat
| Date climatice pentru Hantî-Mansiisk | Date climatice pentru Hantî-Mansiisk | Date climatice pentru Hantî-Mansiisk | Date climatice pentru Hantî-Mansiisk | Date climatice pentru Hantî-Mansiisk | Date climatice pentru Hantî-Mansiisk | Date climatice pentru Hantî-Mansiisk | Date climatice pentru Hantî-Mansiisk | Date climatice pentru Hantî-Mansiisk | Date climatice pentru Hantî-Mansiisk | Date climatice pentru Hantî-Mansiisk | Date climatice pentru Hantî-Mansiisk | Date climatice pentru Hantî-Mansiisk | Date climatice pentru Hantî-Mansiisk |
| Luna                                 | Ian                                  | Feb                                  | Mar                                  | Apr                                  | Mai                                  | Iun                                  | Iul                                  | Aug                                  | Sep                                  | Oct                                  | Nov                                  | Dec                                  | Anual                                |
| ------------------------------------ | ------------------------------------ | ------------------------------------ | ------------------------------------ | ------------------------------------ | ------------------------------------ | ------------------------------------ | ------------------------------------ | ------------------------------------ | ------------------------------------ | ------------------------------------ | ------------------------------------ | ------------------------------------ | ------------------------------------ |
| Maxima medie °C (°F)                 | −15.2 (4,6)                          | −13.1 (8,4)                          | −3.6 (25,5)                          | 4.1 (39,4)                           | 12.8 (55)                            | 20.4 (68,7)                          | 23.0 (73,4)                          | 18.9 (66)                            | 12.0 (53,6)                          | 3.6 (38,5)                           | −7.1 (19,2)                          | −12.5 (9,5)                          | 3,6 (38,5)                           |
| Media zilnică °C (°F)                | −19.3 (−2.7)                         | −17.2 (1)                            | −8.2 (17,2)                          | −0.5 (31,1)                          | 7.8 (46)                             | 15.7 (60,3)                          | 18.4 (65,1)                          | 14.6 (58,3)                          | 8.2 (46,8)                           | 0.7 (33,3)                           | −10.4 (13,3)                         | −16.5 (2,3)                          | −0,6 (30,9)                          |
| Minima medie °C (°F)                 | −23.3 (−9.9)                         | −21.2 (−6.2)                         | −12.8 (9)                            | −5.1 (22,8)                          | 2.7 (36,9)                           | 10.9 (51,6)                          | 13.8 (56,8)                          | 10.3 (50,5)                          | 4.4 (39,9)                           | −2.3 (27,9)                          | −13.6 (7,5)                          | −20.5 (−4.9)                         | −4,7 (23,5)                          |
| Minima istorică °C (°F)              | −47.7 (−53.9)                        | −44.1 (−47.4)                        | −34.1 (−29.4)                        | −28.6 (−19.5)                        | −14.9 (5,2)                          | −2.8 (27)                            | 4.0 (39,2)                           | 0.6 (33,1)                           | −7.5 (18,5)                          | −19.9 (−3.8)                         | −41.5 (−42.7)                        | −48.5 (−55.3)                        | −48,5 (−55,3)                        |
| Precipitații mm (inches)             | 29.9 (1.177)                         | 22.7 (0.894)                         | 25.4 (1)                             | 28.3 (1.114)                         | 45.9 (1.807)                         | 58.1 (2.287)                         | 69.9 (2.752)                         | 77.9 (3.067)                         | 56.7 (2.232)                         | 47.4 (1.866)                         | 39.5 (1.555)                         | 35.9 (1.413)                         | 537,6 (21,165)                       |
| Sursă: meteolabs.ru: Ханты-Мансийск  |                                      |                                      |                                      |                                      |                                      |                                      |                                      |                                      |                                      |                                      |                                      |                                      |                                      |

1. ↑  Marea Enciclopedie Rusă
2. ↑  Encyclopædia Britannica Online